# Le Bouchage (Charente)
Le Bouchage è un comune francese di 168 abitanti situato nel dipartimento della Charente, nella regione della Nuova Aquitania.

## Società

### Evoluzione demografica
Abitanti censiti